# Favrskov Provsti

Favrskov Provsti var indtil 2007 et provsti der er for en stor del var dannet af det tidligere Frijsenborg Provsti og er et provsti i Århus Stift. Provstiet omfatter sognene i Favrskov Kommune.
Favrskov Provsti består af 34 sogne med 36 kirker, fordelt på 9 pastorater.

## Pastorater
| Pastorater i Favrskov Provsti                   | Pastorater i Favrskov Provsti                                                         | Pastorater i Favrskov Provsti |
| ----------------------------------------------- | ------------------------------------------------------------------------------------- | ----------------------------- |
| Grundfør-Haldum-Vitten Pastorat                 | Hadsten-Nørre Galten-Vissing-Ødum-Hadbjerg-Lyngå-Skjød-Lerbjerg Pastorat              | Hammel-Voldby-Lading Pastorat |
| Laurbjerg-Værum-Ørum Pastorat                   | Røgen-Sporup-Søby Pastorat                                                            | Søften-Foldby Pastorat        |
| Ulstrupbro-Vester Velling-Sønder Vinge Pastorat | Vejerslev-Aidt-Thorsø-Hvorslev-Gerning-Vellev-Haurum-Sall-Houlbjerg-Granslev Pastorat | Voldum-Rud Pastorat           |

## Sogne
| Sogne i Favrskov Provsti | Sogne i Favrskov Provsti | Sogne i Favrskov Provsti |
| ------------------------ | ------------------------ | ------------------------ |
| Aidt Sogn                | Foldby Sogn              | Gerning Sogn             |
| Granslev Sogn            | Grundfør Sogn            | Hadbjerg Sogn            |
| Hadsten Sogn             | Haldum Sogn              | Hammel Sogn              |
| Haurum Sogn              | Houlbjerg Sogn           | Hvorslev Sogn            |
| Lading Sogn              | Laurbjerg Sogn           | Lerbjerg Sogn            |
| Lyngå Sogn               | Rud Sogn                 | Røgen Sogn               |
| Sall Sogn                | Skjød Sogn               | Sporup Sogn              |
| Søby Sogn                | Søften Sogn              | Sønder Vinge Sogn        |
| Thorsø Sogn              | Ulstrupbro Sogn          | Vejerslev Sogn           |
| Vellev Sogn              | Vester Velling Sogn      | Vissing Sogn             |
| Vitten Sogn              | Voldby Sogn              | Voldum Sogn              |
| Ødum Sogn                |                          |                          |